# Alejandro Barrios
Manuel Alejandro Barrios (Barlovento, 24 aprile 1979) è un cestista venezuelano.

## Carriera
Con il Venezuela ha disputato i Campionati mondiali del 2006 e due edizioni dei Campionati americani (2007, 2009).